# Tanková a automobilní inspekce

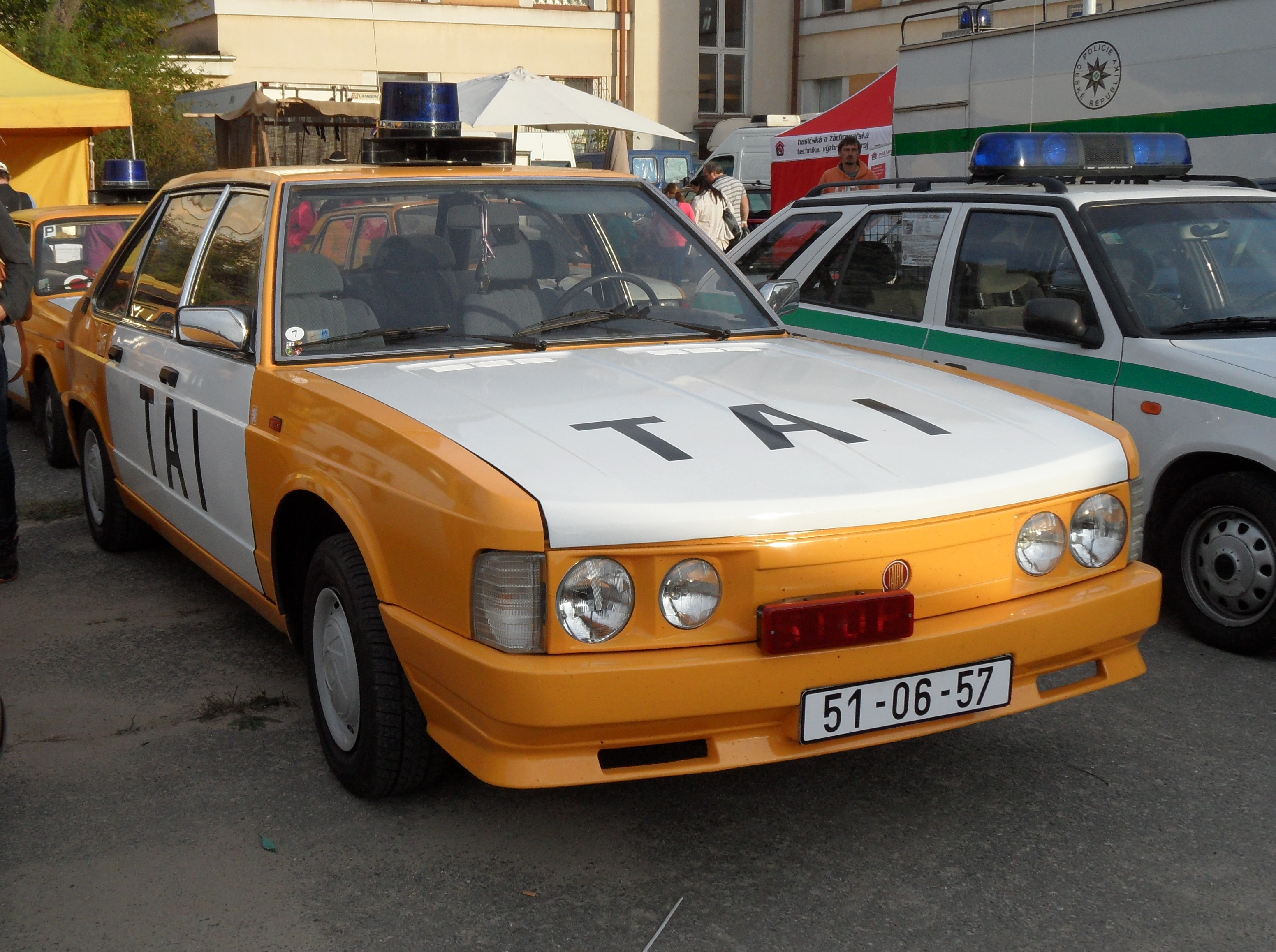
Tatra 613-3 v barvách TAI

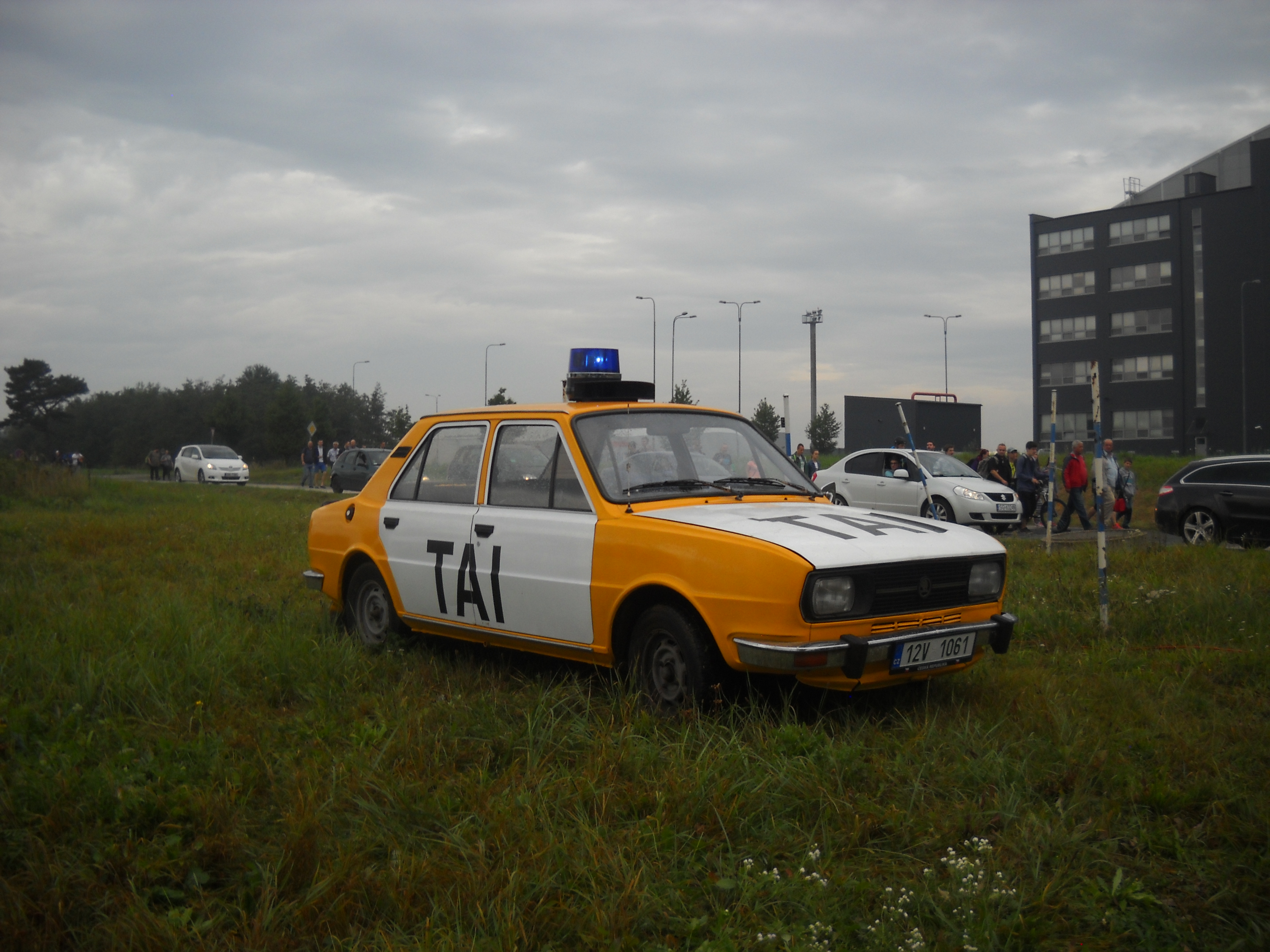
Škoda 120 v barvách TAI.

Tanková a automobilní inspekce (TAI) byl vojenský orgán, který vznikl v rámci Československé lidové armády, a fungoval až do 21. ledna 1991, kdy byla rozkazem federálního ministra obrany vytvořena Vojenská policie.
TAI od začátku velice úzce spolupracovala se Sborem národní bezpečnosti, konkrétně s dopravní službou Veřejné bezpečnosti.
Po zrušení TAI a přeměně na Vojenskou policii (VP) se někteří příslušníci TAI stali i příslušníky VP.
Vozidla TAI byla barevně shodná se služebními vozy VB, lišila se pouze nápisem na dveřích (buď textem Tanková a automobilní inspekce nebo později černými písmeny zkratky „TAI“).

## Pracovní náplň
Tanková a automobilní inspekce by se dala dnes přirovnat k dnešní dopravní službě Vojenské policie, do její kompetence patřilo řízení civilní dopravy na vojenských cvičeních, řešení přestupků vojenských řidičů a dopravních nehod vojenských vozidel a především účast na doprovodech státních představitelů, pokud se přemisťovali v automobilech. V takových případech byly v koloně s automobilem státních představitelů většinou dva automobily TAI – jeden na začátku a jeden na konci a použitím modrého a červeného majáku při doprovodech státních představitelů.